# Брягово (област Хасково)
 За другото българско село вижте Брягово (област Пловдив).  
Бря̀гово е село в Южна България, община Хасково, област Хасково.

## География
Село Брягово се намира на около 20 km източно от областния и общински център Хасково и около 10 km западно от град Харманли. Разположено е по десния (южния) долинен склон на Харманлийска река (северен склон на ниския родопски рид Хухла), в прехода към намиращата се на север Хасковска хълмиста област. Климатът е преходноконтинентален, почвите в землището са преобладаващо смолници. Надморската височина в центъра на селото при сградата на кметството е около 187 m, на юг нараства до около 200 m, а на североизток намалява до около 130 – 135 m.
Кратък общински път прави връзка с минаващия северно от реката първокласен републикански път I-8 (Европейски път Е80), който на запад води през селата Стойково и Подкрепа към град Хасково, а на изток – към град Харманли. Връзка с минаващата на около 6 km северно от Брягово автомагистрала „Тракия“ (която в този участък е част от Европейски път Е80) може да се направи от градовете Хасково и Харманли.
Землището на село Брягово граничи със землищата на: село Поляново на север; село Остър камък на изток; село Елена на юг; село Любеново на югозапад; село Родопи на запад; село Константиново на северозапад.
В землището на село Брягово има 3 микроязовира (водоема) – „ПИ 000029“ (поземлен имот с кадастрален идентификатор 06759.25.29), „ПИ 000122 (с. Брягово)“ (поземлен имот 06759.49.122) и „ПИ 000242 (с. Брягово)“ (поземлен имот 06759.151.242).

## Население
Числеността на населението на село Брягово според преброяванията през годините е както следва:
| \| Година на преброяване \| Численост \| \| --------------------- \| --------- \| \| 1934 \| 1093 \| \| 1946 \| 1156 \| \| 1956 \| 1076 \| \| 1965 \| 961 \| \| 1975 \| 720 \| \| 1985 \| 607 \| \| 1992 \| 592 \| \| 2001 \| 558 \| \| 2011 \| 462 \| \| 2021 \| 405 \| |           |
| Година на преброяване | Численост |
| 1934 | 1093      |
| 1946 | 1156      |
| 1956 | 1076      |
| 1965 | 961       |
| 1975 | 720       |
| 1985 | 607       |
| 1992 | 592       |
| 2001 | 558       |
| 2011 | 462       |
| 2021 | 405       |

Етническият състав на населението на село Брягово по численост и дял на етническите групи според преброяването през 2011 г. е както следва:
|                     | Численост | Дял (в %) |
| Общо                | 462       | 100,00    |
| Българи             | 153       | 33,11     |
| Турци               | 0         | 0,00      |
| Цигани              | 200       | 44,32     |
| Други               | 3         | 0,64      |
| Не се самоопределят | 0         | 0,00      |
| Неотговорили        | 55        | 11,90     |

## История
След Руско-турската война (1877 – 1878 г.) по Берлинския договор 1878 г. селото – носещо име Тремезлии, остава в Източна Румелия; присъединено е към България след Съединението 1885 г., а през 1906 г. е преименувано на Брягово.
Църквата „Свето Възнесение Христово“ в село Тремезлии (Брягово) е построена през 1884 г.
Училището в село Тремезлии (Брягово) е създадено през 1863 г. като първоначално. През 1883 г. е построена училищна сграда. През 1922 г. са открити прогимназиални класове и училището се преименува на Народно основно училище „Кирил и Методий“. Поради силно намалелия брой на учениците, през септември 1971 г. Народно основно училище „Кирил и Методий“ се преобразува в Начално училище „Кирил и Методий“ с предмет на дейност обучение на ученици от първи до четвърти клас. От 1977 г. училището се закрива и придобива статут на филиал на Народно основно училище „Христо Ботев“ – село Динево.
Читалището в село Брягово е създадено през 1909 г. Тогава то се помещава в стария дюкян на Димо Христев Парапана. През декември 1997 г. Хасковският окръжен съд вписва в регистъра на юридическите лица с нестопанска цел Народно читалище „Надежда“ – село Брягово, Хасковско. Архивните документи на читалището са с дати до 2001 г.
Кредитна кооперация „Съзнание“ – село Брягово е основана през 1940 г. от 14 членове-учредители; впоследствие броят на членовете постепенно се увеличава. Откриват се потребителен магазин и кафене, отпуснати са първите кредити, започва да се извършва и влогонабиране. През 1943 г. кооперацията влиза в собствена сграда. През периода 1948 – 1949 г. цялата търговска дейност в селото се поема от кооперацията. През 1950 г. по решение на общото събрание към кооперацията е открит отдел ТКЗС. От януари 1956 г. към кооперацията се присъединява село Родопи. През 1961 г. е построена нова сграда на кооперацията – на два етажа и с избени помещения. През февруари 1968 г. по решение на общото събрание кооперацията се влива с целия си актив и пасив в потребителна кооперация „Диня“ – село Динево.

## Обществени институции
Село Брягово към 2023 г. е център на кметство Брягово.
В село Брягово към 2023 г. има:
- регистрирано читалище „Надежда“, за чиято дейност няма посочени годишни информационни карти;[19]
- православна църква „Свето Възнесение Христово“;[20]
- Целодневна детска градина „Мечо Пух“;[21]
- пощенска станция.[22]

## Забележителности
В Брягово са запазени стари каменни къщи.
В селото има паметни плочи на загиналите във войните 1912 – 1918 г. (Балканска война, Междусъюзническа война и Първа световна война) и в заключителната фаза на Втората световна война 1944 – 1945 г. (България във войната срещу Третия Райх).
В околностите на Брягово има останки от тракийско селище.